# دم ليوبارد (فلم)
دم ليوبارد ( بالإنجليزية Blood of the Leopard ) فِيلم كونغ فو بِاللُغَة المندراينية الصينية تم إنتاجه في تايوان وهونغ كونغ عام 1972,
وإخرجه المُخرج كيم لونغ.

## الأبطال
- يوين يي
- هونج بان
- وانغ تاي لانغ
- تشان هونغ
- تشونغ تشينغ تشينغ
- أماه كي
- هسلت سيو بو
- ياو يامان
- هون كونج[2]

## روابط خارجية
- مقالات تستعمل روابط فنية بلا صلة مع ويكي بيانات